# Bethlenkörtvélyes
Bethlenkörtvélyes (románul: Perișor) település Romániában, Erdélyben, Beszterce-Naszód megyében.

## Fekvése
Bethlentől északra, Zágra, Szita és Jávorvölgy közt fekvő település.

## Története
Bethlenkörtvélyes, Körtvélyes nevét 1576-ban Kerthvellyes néven említette először oklevél.
1733-ban Körtvélyes, 1750-ben Felső-Körtvélyes, Kurtujus, 1808-ban Körtvélyes (Felső-), 1913-ban Bethlenkörtvélyes Curtuiusul-de-sus néven írták.
A trianoni békeszerződés előtt Szolnok-Doboka vármegye Bethleni járásához tartozott.
1910-ben 814 lakosából 21 német, 793 román volt, melyből 793 görögkeleti ortodox és 21 izraelita volt.

## Források

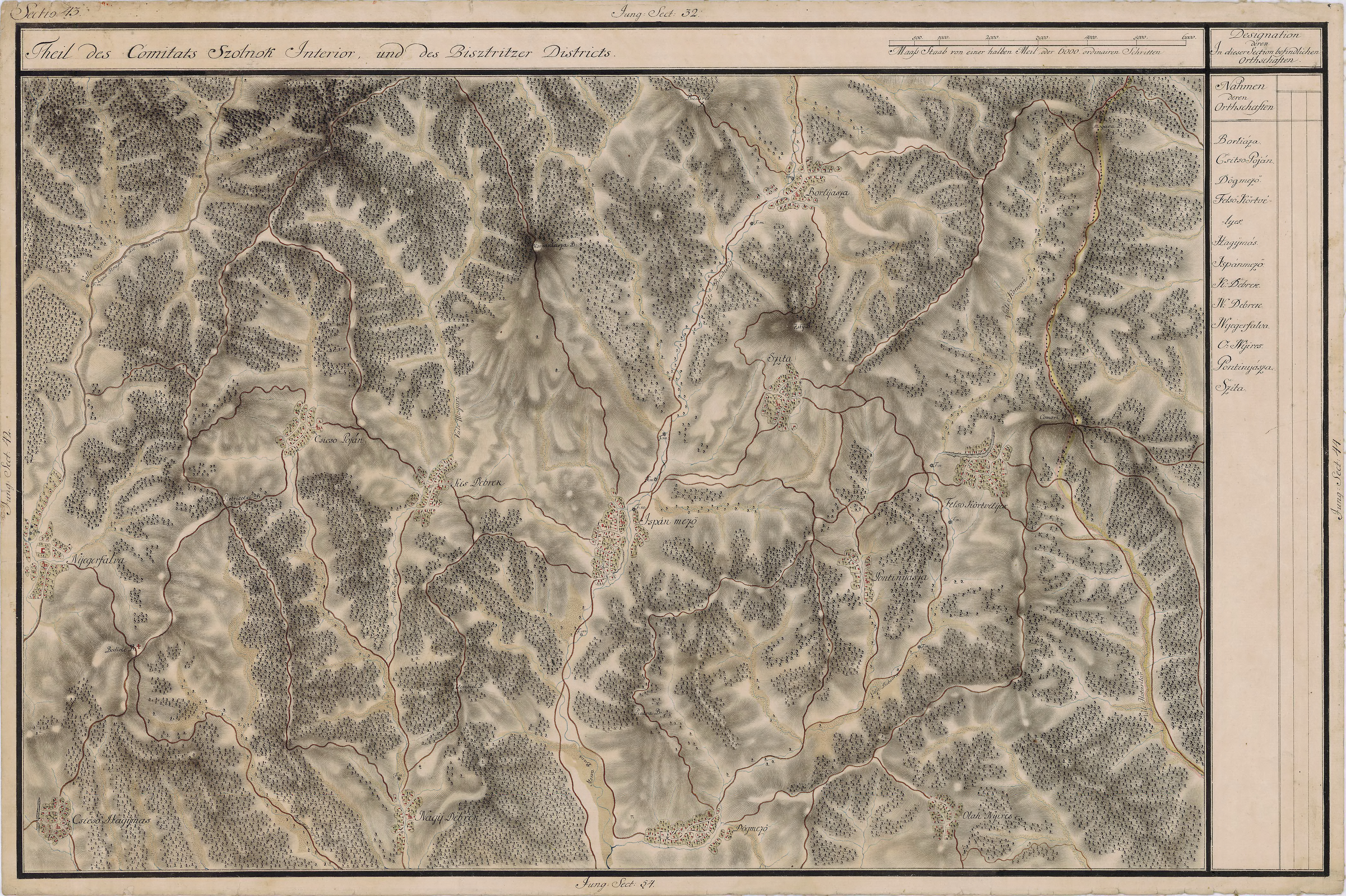
Bethlenkörtvélyes egy régi térképen